# 3325 TARDIS
3325 TARDIS este un asteroid din centura principală, descoperit pe 3 mai 1984, de Brian Skiff.